# Premiery Pożaru w Burdelu
„Pożar w Burdelu” jest polskim kabaretem. Poniżej znajduje się lista premier tego kabaretu.

## Premiery
W Klubie Komediowym Chłodna odbyły się wszystkie premiery, jakie zespół wystawił w 2012 roku.

### Premiery w roku 2012
- odc. 1. Pożar w Burdelu
- odc. 2. Artefakt
- odc. 3. Fuck for Warsaw
- odc. 4. Burdelszopka

### Premiery w roku 2013
- odc. 5. Stadion zombie – Klub Komediowy Chłodna
- odc. 6. Don Juan w Warszawie – Klub Komediowy Chłodna

W "Don Juanie w Warszawie" głównymi bohaterkami są dziewczyny z Charlotte, które rozczarowane nudnymi polskimi mężczyznami szukają ukojenia w ramionach legendarnego Hiszpana.
- odc. 7. Konklawe – Klub Komediowy przy ul. Noakowskiego 16

Opisywał historię związaną z wyborem nowego papieża po abdykacji Benedykta XVI. Specjalny wysłannik z Watykanu przyjeżdża do Warszawy, bo tylko w Polsce można znaleźć godnego następcę. Szuka go i na placu Zbawiciela i w warszawskich kościołach.
- odc. 8. Noc w Pałacu – Bar Studio

"Noc w Pałacu" przygotowana była pierwotnie na festiwal teatru rosyjskiego "Da! Da! Da!" i pokazywana w Barze Studio. W tej rock-operze odkrywano nieznane oblicze Pałacu Kultury i Nauki, związki z Rosją i rewolucyjne nastroje Warszawy.
- odc. 9. Gorączka powstańczej nocy – Teatr WARSawy. Program "Gorączka powstańczej nocy" opowiada historię powstańca Wiesława, który przenosi się do Warszawy z roku 2013, aby werbować do powstania warszawskiego przedstawicieli hipsterów. Na miejscu zapomina o misji i wciąga się w życie towarzysko-erotyczne współczesnej Warszawy.  W końcu hipsterzy z ajfonami ruszają na pomoc walczącej Warszawie, ale okazuje się, że powstanie wygrało[1].
- odc. 10. Bal w Burdelu– Teatr WARSawy[2]
- odc. 11. Śmierć w wielkim mieście – Teatr WARSawy[3]
- odc. 13. Burdelszopka 2013 – Teatr WARSawy
- Odc. 12. pt. Biedni strażacy patrzą na tęczę był słuchowiskiem radiowym wyemitowanym w Radiu RDC w grudniu 2013.[4]

### Premiery w roku 2014
- odc. 14 Degeneracja czyli śmieci Warszawy – Nowy Teatr w Warszawie[5]
- odc. 15. Inwazja Dybuków – Muzeum Historii Żydów Polskich[6]
- odc. 16 Herosi Transformacji – Teatr WARSawy, w tym 4 czerwca program prezentowany był z okazji obchodów 25. rocznicy wolnych wyborów w Polsce w ramach Festiwalu Wyłącz System[7]
- odc. 17 Pieśni Ludu Polskiego – Open’er Festival w Gdyni[8]
- odc. 18 Gorączka powstańczej nocy vol. II. Powrót Wiesława – Teatr WARSawy
- odc. 19 East Side Story. Musical o metrze & wódce – Centrum Kultury Koneser[9][10]
- odc. 20  Burdelszopka 2014 – Teatr WARSawy[11].

Mikroodcinek bez numeru pt. Kampania wrześniowa został zaprezentowany w Barze Studio w ramach Festivalu VarSoVie.
W 2014 roku ukazał się w wydaniu książkowym pierwotny scenariusz przedstawienia autorstwa Michała Walczaka i Macieja Łubieńskiego pt. Pożar w burdelu. Gorączka powstańczej nocy.
Piątego września 2014, premierę miał debiutancki album studyjny Pożaru w Burdelu pt. Gorączka powstańczej nocy z utworami pochodzącymi ze spektaklu o tym samym tytule.

### Premiery w roku 2015

#### odc. 21-26
- odc. 21 Don Juan w Warszawie – Teatr Polski w Warszawie[14].
- odc. 22 Inwazja dybuków 2, czyli Warszawski Golem – Muzeum Historii Żydów Polskich[15].
- odc. 23 Herosi Transformacji vol. II. Wielki Transformator – Teatr WARSawy[16][17].
- odc. 24 Upiór w Pałacu – Teatr Studio[18].
- odc. 25 Gorączka powstańczej nocy – ostateczne starcie – Teatr WARSawy[19].
- odc. 26 Dzika Strona Wisły – Kluboteatr Dzika Strona Wisły[20].

#### odc. 27Dziewczyna z marszu niepodległości
W Teatrze WARSawy 27 listopada 2015 premierę miał album Pożaru w Burdelu pt. Dziewczyna z Marszu Niepodległości z utworami pochodzącymi ze spektaklu o tym samym tytule.  
Odcinek 27 był wydany na płycie CD Dziewczyna z marszu niepodległości, Na żywo w teatrze Warsawy – 13.11.2015.
Scenariusz napisał Maciej Łubieński i Michał Walczak,
muzyka Wiktor Stokowski, Michał Górczyński.
Burdeltrupa (aktorzy):
Monika Babula (Paula, jako była żona Zdzisława, była mieszkanka Wilanowa),
Karolina Czarnecka (jako Etno, córka Burdeltaty, dziewczyna narodowa),
Magdalena Łaska,
Lena Piękniewska,
Agnieszka Przepiórska (jako HGW oraz Dzika Agnes, kochanka Burdeltaty),
Tomasz Drabek (jako tyran, Herod, Kaczka oraz jako pomnik Romana Dmowskiego),
Oskar Hamerski (jako łoś, narodowiec Bruno oraz terapeuta Janusz Fak),
Andrzej Konopka (aktor) (jako Burdeltata i duszpastesz hipsterów),
Mariusz Laskowski,
Maciej Łubieński (aktor) (jako Maxio Hardcore, podpalacz tęczy),
gościnnie Wojan Trocki.
Piosenki i monologi na płycie: Odzież patriotyczna, Już nie powstrzymamy marszu niepodległości, Czemu synku jesteś narodowcem, Podpalacz w sejmie, Kopciuszek, Bezsenność w Wawrze, Patriotyczny punk, rock, Budapeszt w Warszawie, Józef Bem, To ja śmierć, Monolog Zdzisława, Śmierć i burdeltata, Dziewczyna z marszu niepodległości, Kwitnące wiśnie prawdy i sahimi, Polska dla Polaków a Polacy dla ..., Duszpasterz Hipsterów, Polskie Voodoo, Zombie Farma, Ekshumuj mnie.

#### odc. 28Burdelszopka 2015 czyli Rzeź Niewiniątek
Ten odcinek odbył się w Teatrze Warsawy.
Wydano płytę CD z nagrania na żywo w Teatrze Warsawy odcinka 28, Burdel 2015 Szopka, Rzeź Niewiniątek z następującymi utworami: Czescy Pornoaktorzy (Łaska, Łaskowski), Guerilla Girl (Monika Babuła), Hymn burdelu (wszyscy), Zakochana Warszawa (Drabek, Czarnecka, Hamerski),Dziewczyna narodowa (Karolina Czarnecka), Gdzie jesteś Burdeltato? (Agnieszka Przepiórska), Cenzor Song (Wojan Trocki), Śmierć metafory (Lena Piękniewska), Złote czasy kabaretu (Tomasz Drabek), Foxy Lady (Babuła, Przepiórska, Drabek, Maj), Grzyby i mak (Oskar Hamerski), Herod Prolife (Drabek, Przepiórska, Trocki), Trudno być tyranem (Lena Piękniewska), Konstytucja (Piękniewska, Przepiórska, Łaska), Nocne sejmowanie (Łaskowski, Czarnecka, Łaska), Ciemna strona mocy (Drabek, Łaskowski), Sezon polowań na ludzi (Oskar Hamerski), Zemsta natury (Monika Babuła), Seks dla Ojczyzny (Maciej Łubieński), Pieśń poporodowa (Karolina Czarnecka), Wigilijny barszczyk (Monika Babuła), Neorodzina (Piękniewska, Babuła, Łaska, Przepiórska), Dziewczyna z Nazaretu (Lena Piękniewska), Warszawskie anioły (Karolina Czarnecka).
Scenariusz Maciej Łubieński i Michał Walczak, słowa piosenki Nocne Sejmowanie Ania Gotowska, muzyka Wiktor Stokowski, Michał Górczyński. Aktorzy: Monika Babula (Paula, jako była żona Zdzisława, była mieszkanka Wilanowa), Karolina Czarnecka (jako Etno, córka Burdeltaty, dziewczyna narodowa), Magdalena Łaska (jako czeska pornoaktorka), Maria Maj, Lena Piękniewska (jako Kultura, Konstytucja i dziewczyna z Nazaretu), Agnieszka Przepiórska (jako HGW oraz Dzika Agnes, kochanka Burdeltaty), Tomasz Drabek (jako tyran, Herod, Kaczka oraz jako pomnik Romana Dmowskiego), Oskar Hamerski (jako łoś, narodowiec Bruno oraz terapeuta Janusz Fak), Mariusz Laskowski, Maciej Łubieński (aktor) (jako Maxio Hardcore, podpalacz tęczy), Wojan Trocki (jako cenzor), Marcin Wippich, gościnnie Sławomir Kowalski - Menello (jako magik).

### Premiery w roku 2016

#### odc. 29Zemsta Bogów – Hollywoodzki musical słowiański
Odcinek był grany w lutym 2016 w Teatrze Polskim w Warszawie.
Lena Piękniewska śpiewa w nim piosenkę Szafa i Wdowa o szafie Kiszczaka na temat wdowy: [..] Kiedy odszedłeś tajemnic chroniłam wiernie [..] Jestem Szafą Kiszczaka, przechodniu powiedz Sparcie / że Chciałam stać w kącie a nie grać rolę/A nie grać rolę w filmie Bolek. Piosenka odwołuje się do epigramu  Symonidesa Przechodniu, powiedz Sparcie, tu leżym jej syny, wierni jej prawom do ostatniej godziny. Piosenkę Polska Mgła śpiewała Natalia Sikora (ani dobra ani zła/oplatam was wszystkich polska mgła).

#### odc. 30Herosi transformacji i miecz Chrobrego(Premiera 27.05.16 w Teatrze WARSawy)

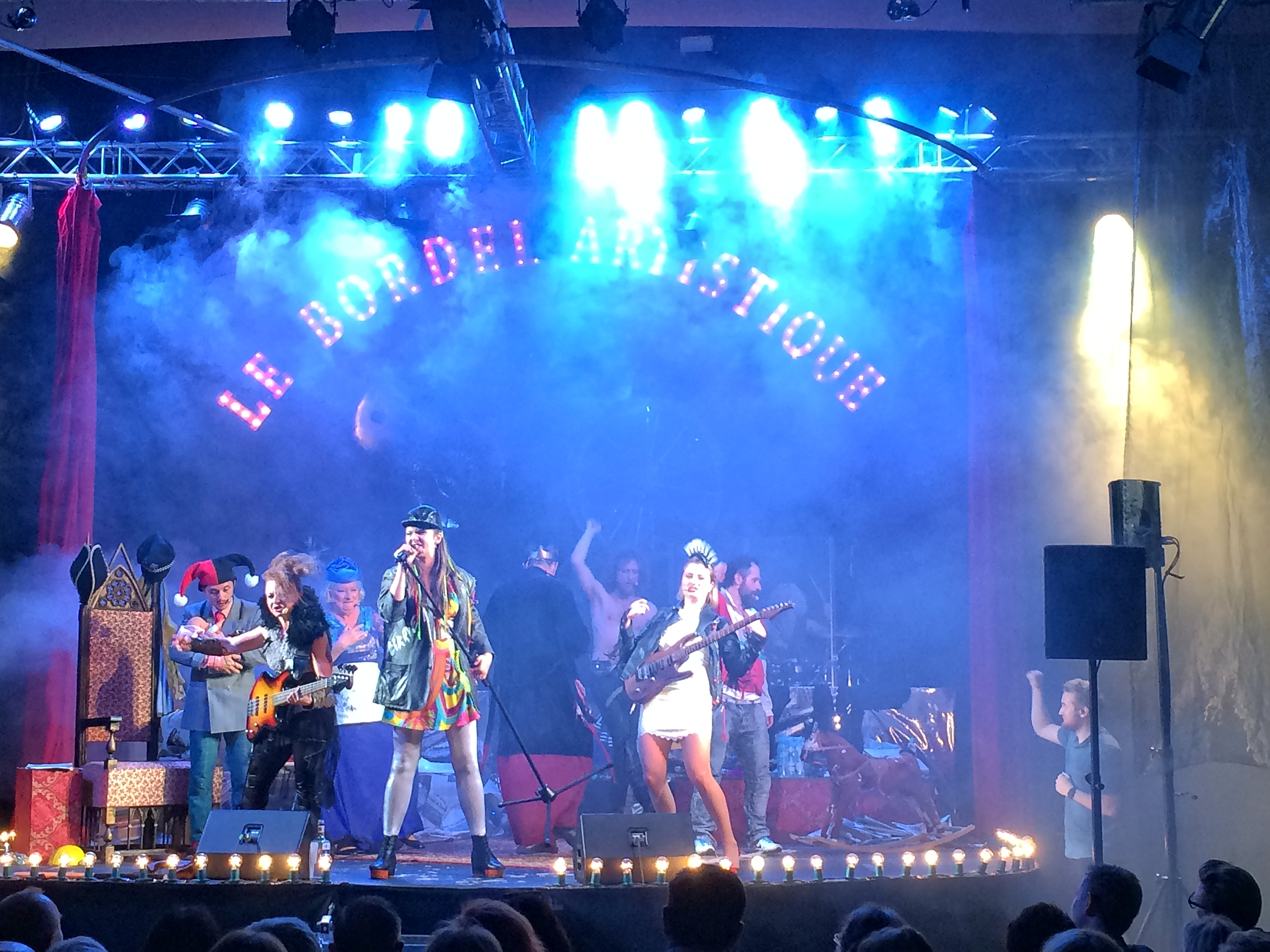
Pożar w burdelu – podczas wykonywania jednej z piosenek odc. nr 30

W tym odcinku Le Bordel Artistique zmienia się w Le Bordel Patriotique.  Dziewczyny z Charlotte zakładają punkową grupę Żelazne Waginy. W programie występują też grająca szafa generała, Leśne Ruchadło, Lech Wałęsa i malutki Andrzejek, który wyrasta na Suwerena. 
W piosence w odcinku 30 Państwo policyjne. Le Bordel Patriotique aktorzy śpiewają Idź na demonstrację i bądź bardzo dzielny/My tu wprowadzimy  nowy stan wojenny.
Aktorzy: Monika Babula, Karolina Czarnecka, Maria Maj, Lena Piękniewska, Agnieszka Przepiórska, Tomasz Drabek, Andrzej Konopka, Krzysztof Kostera, Mariusz Laskowski, Maciej Łubieński, Wojan Trocki
Zespół muzyczny: Wiktor Stokowski, Michał Górczyński/Bolo Jezierski, Marcin Wippich, Maciej Łubieński. Scenografia: Marta Kodeniec, Kostiumy: Diana Szawłowska, Choreografia Bartosz Figurski, Charakteryzacja Beata Borowska, Weronika Piechota, Światło Tadeusz Perkowski, Dźwięk Mateusz Skalski, Inspicjent Maksymilian Dobrzyński, Scenariusz: Maciej Łubieński, Michał Walczak, Muzyka: Wiktor Stokowski, Michał Górczyński Reżyseria: Michał Walczak.

#### odc. 31-33
- odc. 31 Demony Żoliborza - horror inteligencki (Premiera 02.10.16 w Kinie Elektronik w Warszawie)[25][26]

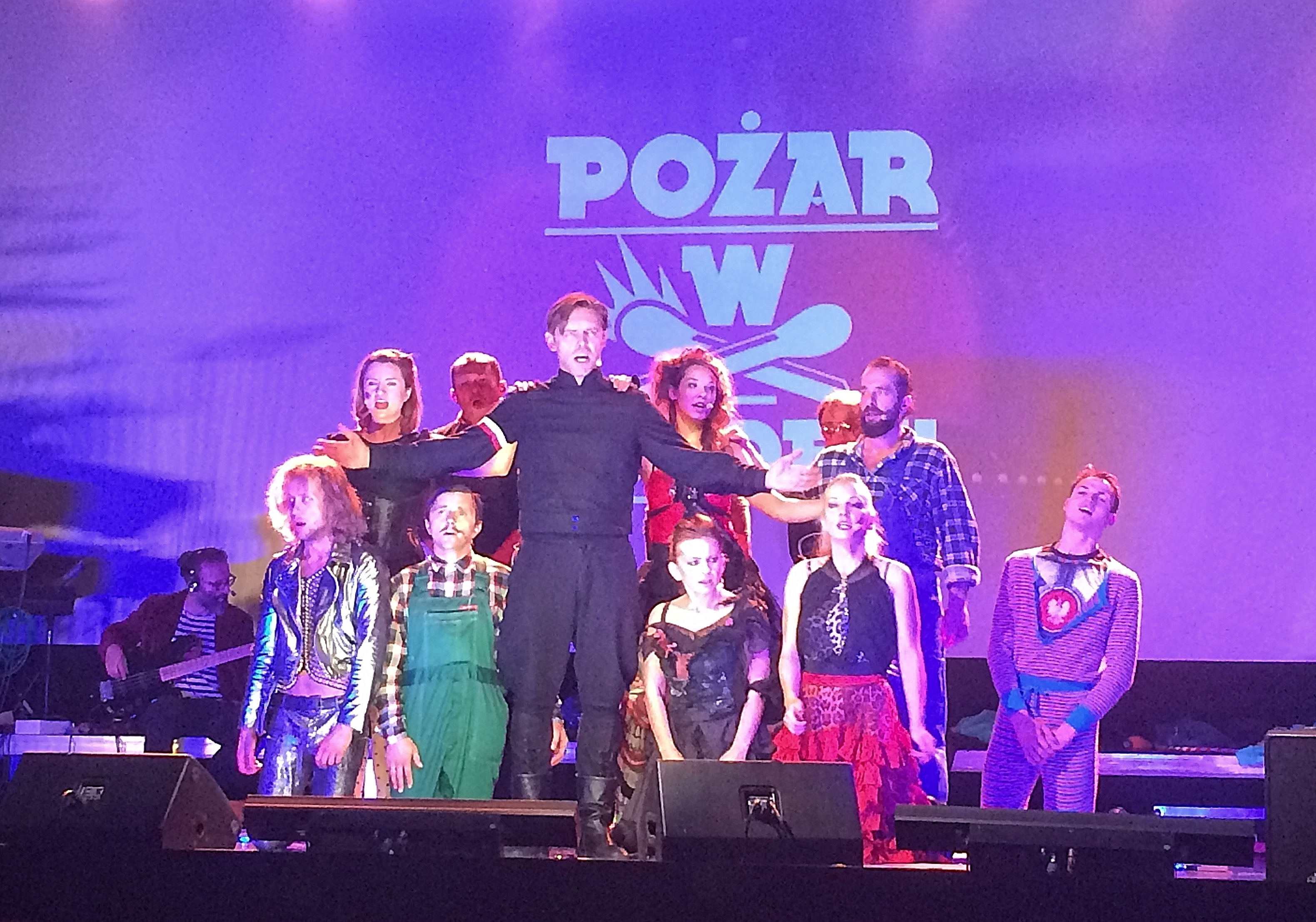
Pożar w burdelu – podczas wykonywania jednej z piosenek odc. nr 31

- odc. 32 Dziewczyny z marszu niepodległości (erotyczny thriller patriotyczny) (Premiera 28.10.16 w Teatrze Warsawy w Warszawie)[27]
- odc. 33 Szpital Nieświętej Rodziny - Antyszopka (Premiera 28.12.16 w Nowym Teatrze w Warszawie)[28]

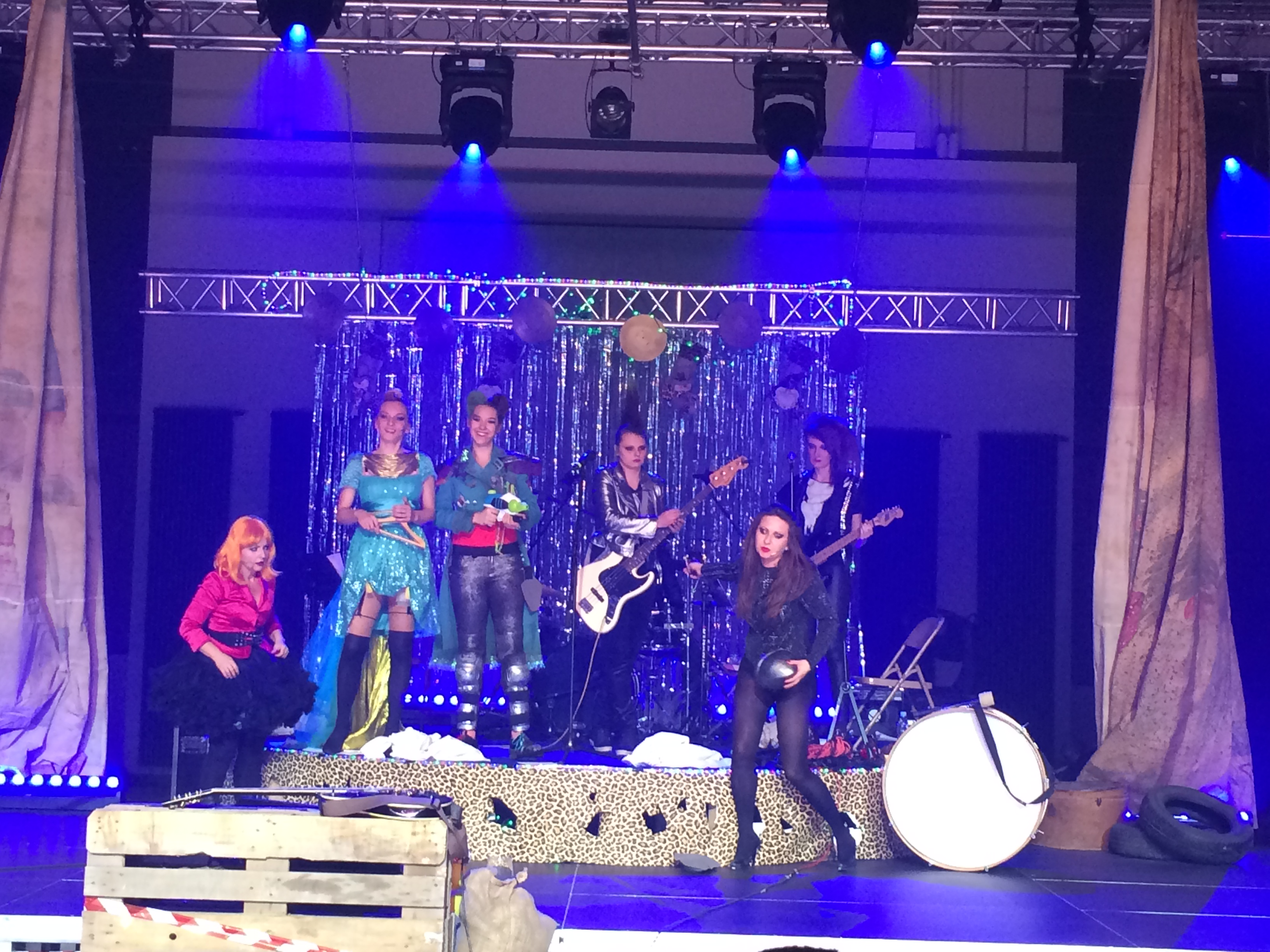
Pożar w burdelu w Teatrze Nowym odc. nr 33

### Premiery w roku 2017
- odc. 34 Ucieczka z kina "Polskość" (Premiera 25.02.17 w Teatrze Polskim im. Arnolda Szyfmana w Warszawie)[29]
- odc. specjalny Koncert Galowy „MUZEUM WOLNOŚCI” – Przegląd Piosenki Aktorskiej (01-02.04.17)[30]
- odc. 35 Herosi Transformacji. Nacjopolis. (Premiera 02.06.17 w Teatrze Warsawy)[31][32]
- odc. specjalny Wakacyjna Komedia Twórców Pożaru w Burdelu: „Trauma Travel” (Premiera 28.07.17 w Teatrze Warsawy)[33][34]
- odc. 36 Śmierć Wrogiem Ojczyzny (Premiera 28.10.17 w Teatrze Warsawy)[35]

### Premiery w roku 2018
- odc. 37 Duchy. Musical spirytystyczny (Premiera 17.02.18 w Teatrze Polskim)[36].